# Usine Renault Algérie Production
L'usine Renault Algérie Production est un site industriel du groupe Renault, situé dans la commune de Oued Tlelat près d'Oran dans l'ouest algérien. Elle est l'aboutissement d'une coopération entre Renault et l'Algérie, actuellement deuxième marché automobile du continent africain. Elle a été créée par un accord signé en 2012 et a commencé son activité en 2014. L'usine compte un effectif variable au gré de la politique automobile algérienne et s'élevait à 485 employés au 31 décembre 2020. Elle s'étend sur une superficie de 150 hectares.

## Historique
Renault était déjà présent en Algérie industriellement avec la Société des Automobiles Renault (SADAR), créée le 13 novembre 1922. Celle-ci donne place, à partir de 1961, à la construction d'une usine d’assemblage : la Construction des Automobiles Renault en Algérie (CARAL) de El-Harrach (appelée à l'époque Maison-Carrée). Suite à sa nationalisation en 1969, l'activité industrielle et commerciale de Renault en son nom propre s'interrompt jusqu'en 1987, année où Renault revient sous la forme d’un bureau de liaison, après la fin des contrats d’Autorisations d’Importations de Véhicules (AIV). Renault Algérie est créé en 1998.
Le 25 mai 2012, Renault et le gouvernement algérien signent un Memorandum of Understanding pour l’implantation progressive d’une filière automobile en Algérie. Le 19 décembre 2012, un pacte d’actionnaires est signé entre Renault, la Société Nationale de Véhicules Industriels (SNVI) et le Fonds National d’Investissement (FNI) en vue de la création d’une coentreprise (49% Renault, 34% SNVI et 17% FNI). Renault a dû, en effet, se plier à la loi algérienne qui n'autorise pas un partenaire étranger à détenir plus de 49 % d'une société mixte. Le 31 janvier 2013, la société "Renault Production Algérie" est créée.
L'usine "Renault Production Algérie" d'Oran est inaugurée le 10 novembre 2014 par Carlos Ghosn en compagnie du premier ministre algérien Abdelmalek Sellal, du ministre algérien de l'industrie Abdeslam Bouchouareb, des ministres français Laurent Fabius (Affaires étrangères) et Emmanuel Macron (Economie),.
L'usine assemble en SKD des Renault Clio IV, Renault Symbol III "Extreme" MIB et Dacia Sandero II Stepway "Extreme" MIB, à partir de kits Semi Knocked Down (SKD) et devrait assembler en Complete Knock Down (CKD) un futur modèle en provenance de Turquie à partir de 2020. Ces véhicules sont vendus uniquement en Algérie.
Le 12 septembre 2017, l'usine d'Oran a fêté la 100 000 ème voiture assemblée sur le site en un peu moins de trois ans.
En 2020, le gouvernement algérien met un terme au régime fiscal préférentiel accordé à Renault pour l’importations de kits SKD/CKD sous condition de respecter les taux d'intégration abaissés à 10% à la fin de la 2e année, 20% la 3e année et 30%  la 5e année. Renault s’était engagé à respecter ce programme en garantissant un taux d’intégration de 30 % dans le montage après cinq ans d’exercice alors que ce taux n'a jamais atteint 5% et à passer progressivement d'un assemblage SKD en CKD. Les autres constructeurs présents en Algérie, comme FIAT, dans son usine de Tafraoui, ont un taux d'intégration supérieur à 40 % dès la 1re année. Le 26 février, Renault met au chômage technique ses 1 200 salariés.
En mai 2021, le site d’Oran reprend graduellement ses activités grâce au déblocage partiel de l'importation des kits SKD avec l'engagement de Renault d'augmenter sensiblement le taux d'intégration. Renault déclare tout mettre en œuvre pour respecter le cahier des charges contractuel et obtient, en mai, le déblocage d’un stock de 5 000 kits en souffrance au port d'Oran. 280 ouvriers sont employés pendant 4 mois pour assembler 5 208 véhicules. 
Le 27 mai 2022, les parts détenues par la SNVI sont rachetées par Madar Holding détenue à 100% par l'État algérien. 

## Production
L'usine d'Oran a une capacité de production de 25 000 véhicules par an avec une seule équipe de montage mais qui peut être portée à 75 000 véhicules par an avec 3 équipes comme ce fut le cas en 2017-18. Après l'arrêt de 2020, la production est tombée à des valeurs symboliques.
- 2015 : 19 419 véhicules (Renault Clio 4, Logan Symbol 3, Dacia Sandero Stepway 2)
- 2016 : 42 036 véhicules (Renault Clio 4, Logan Symbol 3, Dacia Sandero Stepway 2)
- 2017 : 60 646 véhicules (Renault Clio 4, Logan Symbol 3, Dacia Sandero Stepway 2)
- 2018 : 72 615 véhicules (Renault Clio 4, Logan Symbol 3, Dacia Sandero Stepway 2)
- 2019 : 60 012 véhicules (Renault Clio 4, Logan Symbol 3, Dacia Sandero Stepway 2)
- 2020 : 754 véhicules (227 Clio 4, 173 Logan Symbol 3, 354 Sandero 2)
- 2021 : 5 208 véhicules (1 252 Clio 4, 1 148 Logan Symbol 3, 2 808 Sandero 2)
- 2022 :
- 2023 : 2 456 véhicules (2 260 Logan 2, 196 Sandero 2)

Le blocage des importations de kits SKD/CKD par le gouvernement algérien et la pandémie de Covid-19 expliquent cet effondrement de la production.

## Accès
L'accès à l'usine se fait via une sortie directe de l'Autoroute A62.

## Les dates clés
- 2013 : 31 janvier création de la société "Renault Algérie Production", début des travaux sur le site de Oued Tlelat (près d'Oran) en septembre,
- 2014 : 10 novembre inauguration de l'usine, lancement de la fabrication de Symbol,
- 2015 : démarrage d'une deuxième équipe de fabrication,
- 2016 : lancement de l'assemblage de la Sandero Stepway et démarrage d'une troisième équipe,
- 2017 : convention de sous-traitance avec plus de 200 fournisseurs locaux et internationaux, 100 000 ème véhicule fabriqué. Le taux d'intégration est de 6,5 % au lieu des 20 % prévus contractuellement,
- 2018 : lancement de l'assemblage de la Clio 4,
- 2019 : le taux d'intégration est tombé à 4,7 % au lieu de 30 % minimum promis, Renault reçoit un premier avertissement pour non respect des clauses contractuelles,
- 2020 : 17 janvier, fermeture de l'usine dans l'attente de nouvelles dispositions pour l'industrie automobile, l’Algérie ayant mis fin au dispositif fiscal préférentiel d’importations des kits SKD/CKD pour l’assemblage des véhicules Renault et impose le respect du taux d'intégration minimal de 30 %. Le 26 février, Renault met au chômage technique ses 1 200 salariés. En Août, Renault engage un plan de 800 départs volontaires[12],
- 2021 : Renault annonce tout mettre en œuvre pour respecter le cahier des charges contractuel et obtient, en mai, le déblocage d’un stock de kits en souffrance au port d'Oran. 280 ouvriers ont été employés pendant 4 mois sur les 1 200 présents avant 2020[9]. Après assemblage de ces kits, la production est à nouveau bloquée,
- 2022 : l’usine dit réaliser les travaux pour se mettre en conformité avec les conditions fixées par le gouvernement algérien, notamment le respect du taux d'intégration de 30%,
- 2023 : une première demande d'agrément déposée en septembre pour la reprise de la production est rejetée,
- 2024 : l'usine reste à l'arrêt, alors que l'usine Citroën voisine a obtenu l'agrément pour la reprise de la production,
- 2025 : une seconde demande d'agrément déposée en mai 2025 est rejetée. Selon le ministre de l’Industrie, Renault Algérie « n’a jamais atteint un taux d’intégration de 5 % » en 2019[13] alors qu’il « s’était engagé en 2014 à assurer un taux d’intégration de 30 % dans le montage CKD après cinq ans d’exercice ». L'usine reste à l'arrêt. L'Algérie refuse désormais les usines qualifiées de "gonflage de pneus"[14].